# گاما میکروسکوپ
گاما میکروسکوپ یک ستاره است که در صورت فلکی میکروسکوپ قرار دارد.